# Porcelette
Porcelette település Franciaországban, Moselle megyében. Lakosainak száma 2435 fő (2022. január 1.). Porcelette Diesen, Boucheporn, Ham-sous-Varsberg és Saint-Avold községekkel határos.

## Népesség
A település népességének változása:
| Lakosok száma | 1659 | 2097 | 2322 | 2466 | 2528 | 2495 | 2485 | 2478 | 2473 | 2435 |
|               | 1968 | 1982 | 1990 | 2006 | 2013 | 2015 | 2017 | 2019 | 2020 | 2022 |